# Волжский бульвар (Кинешма)
Волжский бульвар — улица города Кинешма, бывшая особо охраняемая природная территория Ивановской области.
Протянулся вдоль правого берега Волги в центральной части города Кинешмы. Волжский бульвар начинается от впадения реки Казохи в Волгу и заканчивается у Речного вокзала.
В 2006 году на Волжском бульваре сделана Нижняя Набережная, которая призвана укрепить берег.
Волжский бульвар является важной достопримечательностью Кинешмы, здесь проходят важные городские мероприятия, в том числе День города. Кинешемцы собираются на бульваре, чтобы посмотреть с него праздничный салют над Волгой. С бульвара открывается панорама Волги и на соседних города Заволжска и Заволжского района.

## История
Панорама, открывавшаяся с кинешемского бульвара, была использована драматург Александром Островским в декорациях пьесы «Гроза».
В 1983 году краевед Л. А. Шлычков писал: «Неповторимый облик городу придает исторический район, стоящий на высоком холме над ширью великой русской реки. По краю холма идет зеленый бульвар. Чугунные перила его обрамления с характерным для города текстильщиков рисунком в виде перекрещивающихся челнока и бобины с пряжей протянулись на многие сотни метров».

## Здания и сооружения
На Волжском бульваре располагается множество важных зданий, большинство из которых являются памятниками архитектуры и истории.
Парадным входом на бульвар служит небольшая площадь, на которой расположен памятник В. И. Ленину, бронзовая фигура на гранитном пьедестале. Рядом — здание бывшего кинотеатра «Волна» (ныне торговый центр).
На всей протяженности бульвара установлены три беседки: две металлические и одна деревянная.
Начинается Волжский бульвар с дома, в котором сейчас находится ресторан-гостиница «Русская изба», а в прошлом располагалась чайная трезвости, где проходили совещания по подготовке Октябрьской революции и первое заседание Совета рабочих и солдатских депутатов по организации советской власти в г.Кинешма. В этом же доме в библиотеке хранилась нелегальная литература. Рядом находится одна из главных достопримечательностей города, ставшей «визитной карточкой» Кинешмы — Троицко-Успенский собор. Далее располагается ряд зданий являющихся объектами культурного наследия: Присутственные места (XIX век) с флигелем, Дом дворянства (1-я треть XIX века), Казначейство (1-я треть XIX века).
Среди них находится здание советской постройки — бывший плановый техникум, ныне Кинешемский экономический техникум.
В непосредственной близости располагается Кинешемский драматический театр имени А. Н. Островского, рядом с которым установлен бюст драматурга А. Н. Островского. За ним идет здание дворца бракосочетаний кинешемского ЗАГСа 1913 года постройки (в прошлом дом купца Ивана Шемякина). В 2010 году рядом с ним было установлено Дерево любви, на которое молодожёны по традиции вешают замочки.
В конце бульвара находится здание гостиницы «Центральная-Волжский бульвар», ныне находится на реконструкции.

## Галерея

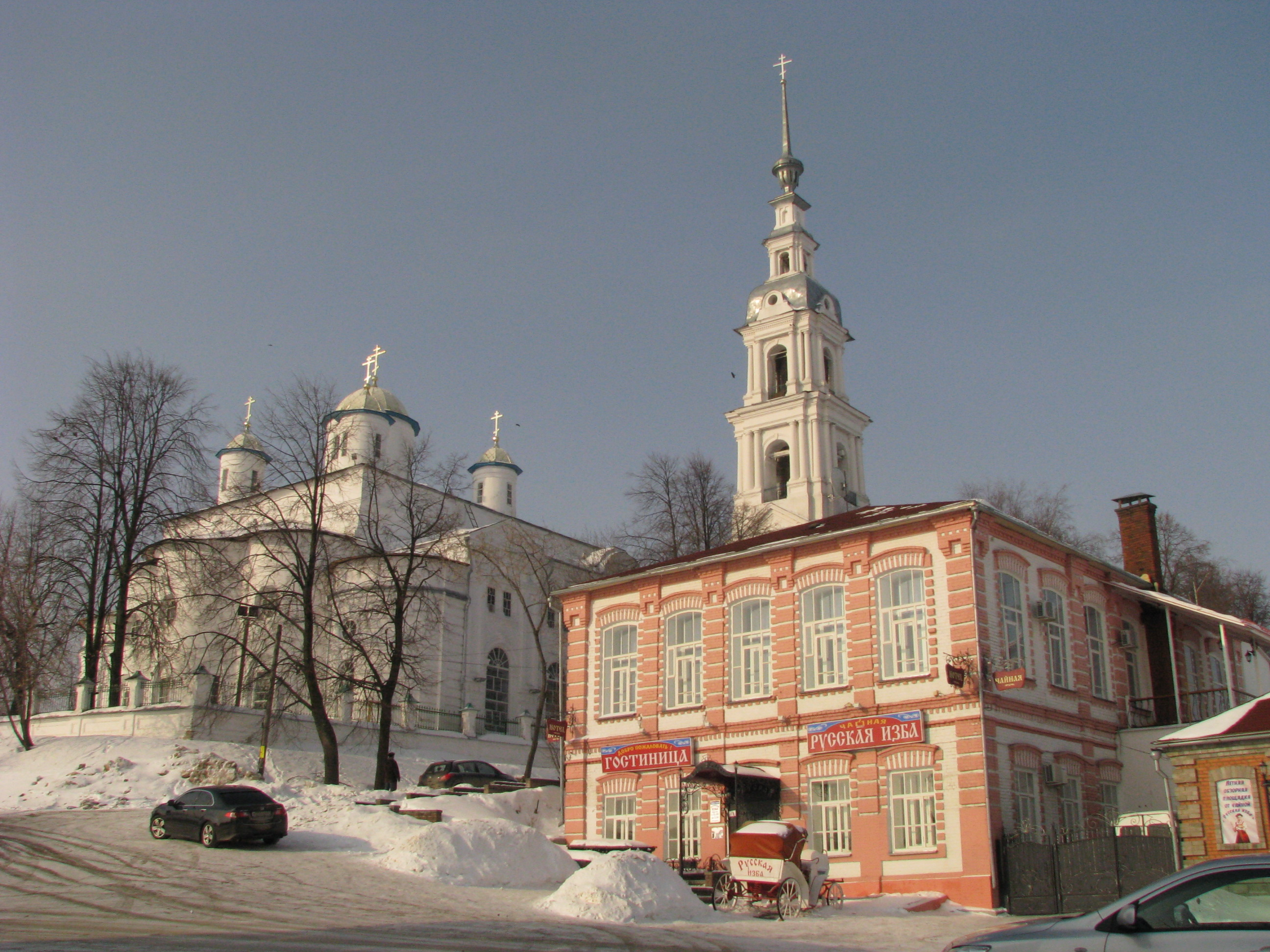
Троицко-Успенский собор и чайная
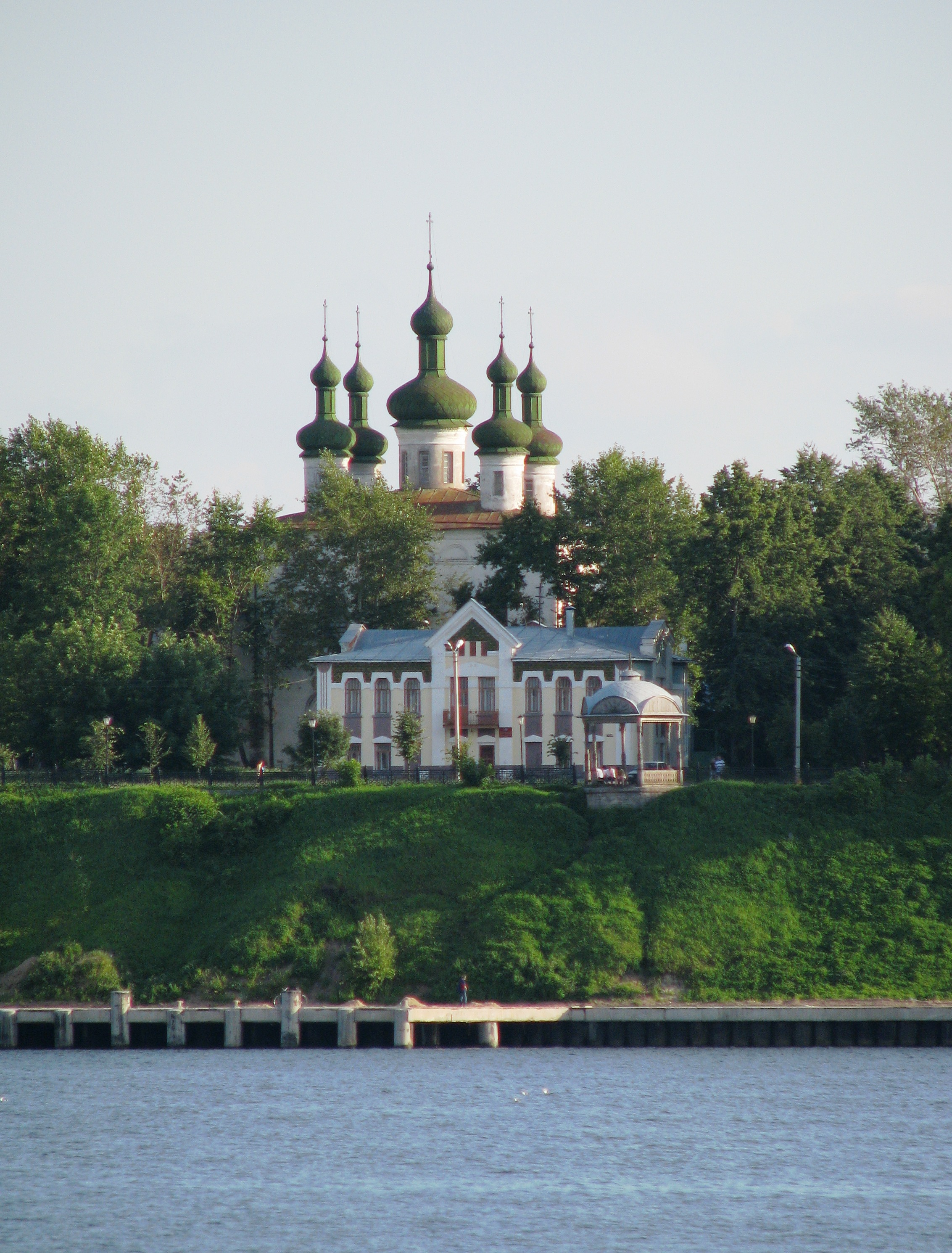
Вознесенская церковь и дом Шемякиных
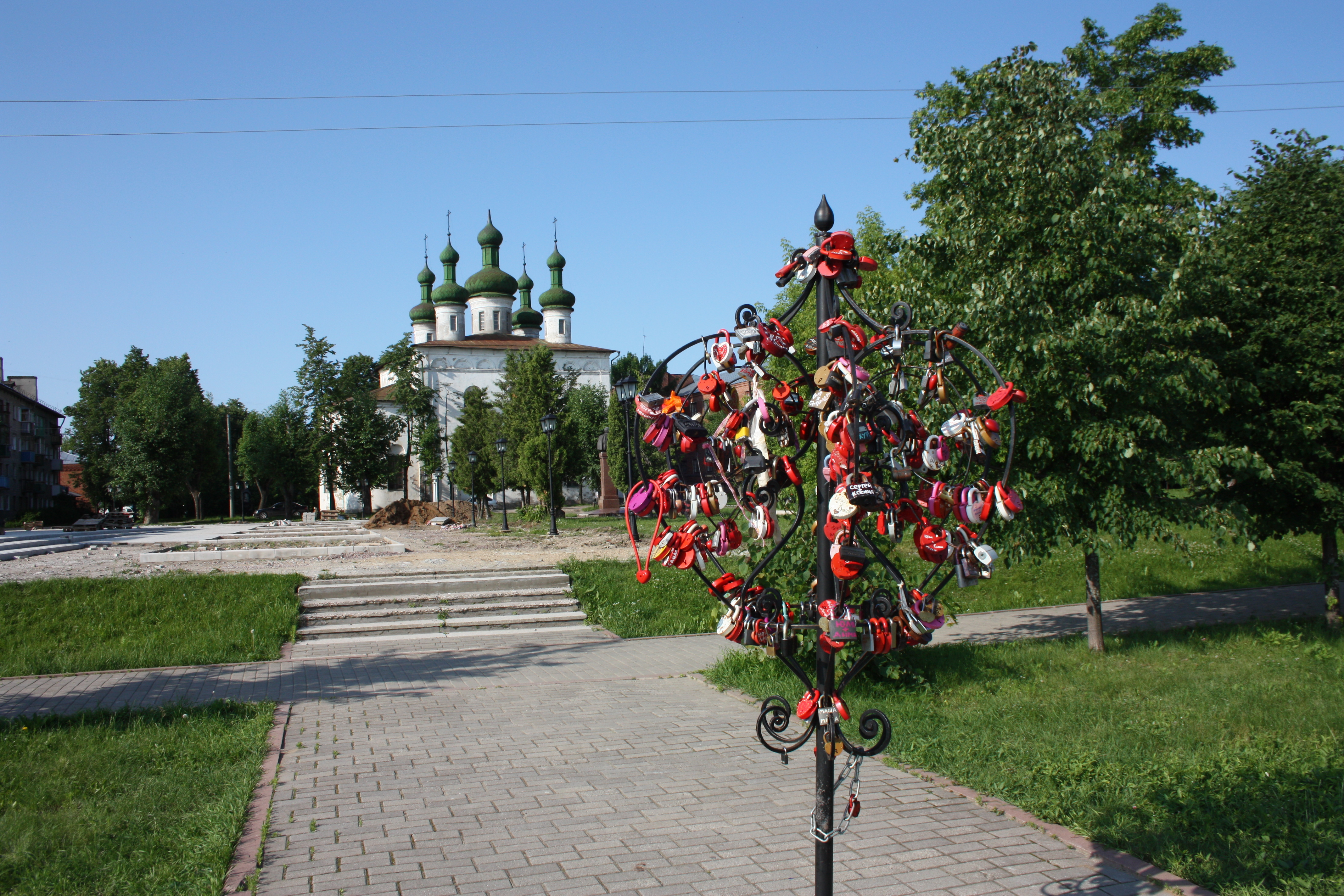
Дерево любви на бульваре
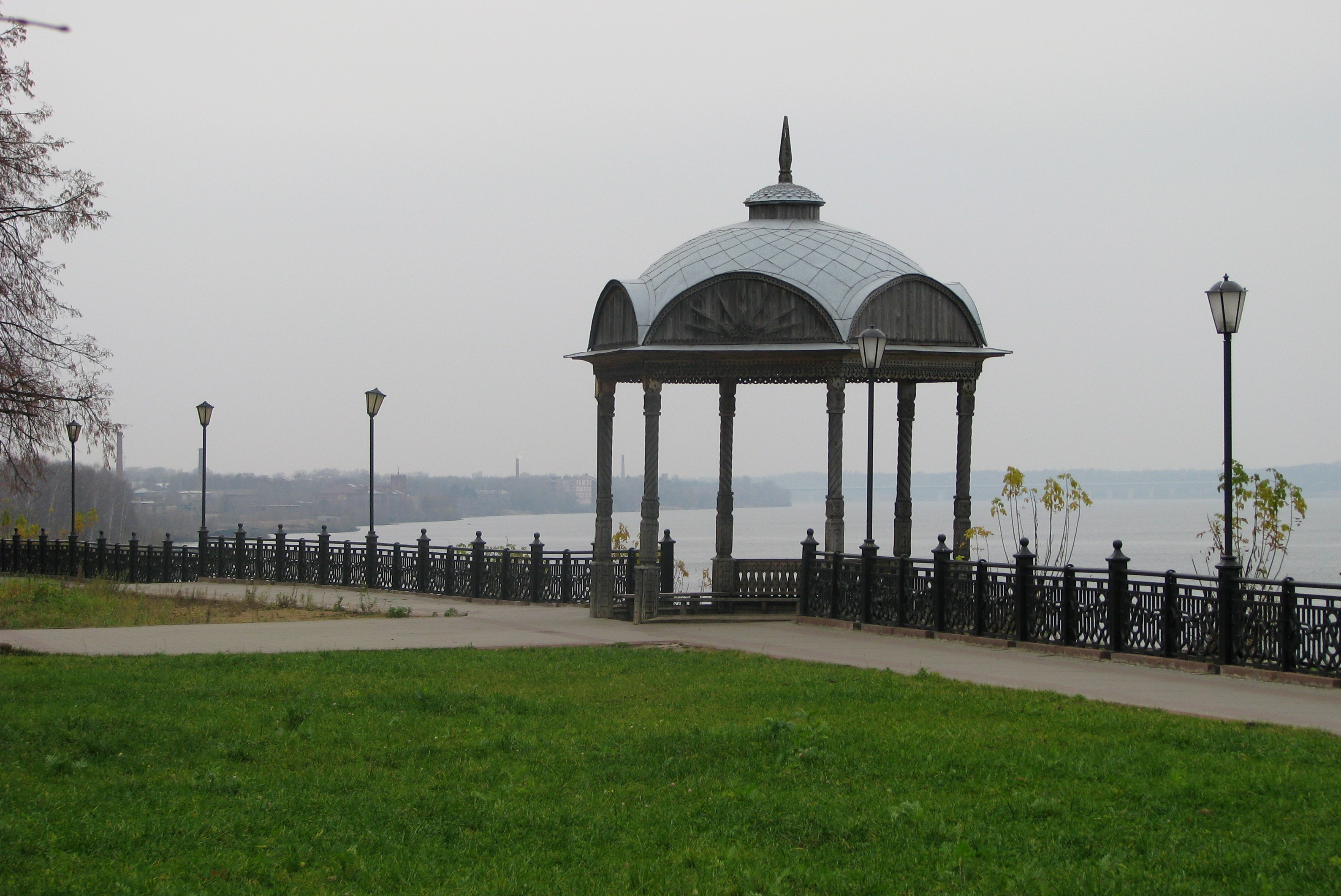
Беседка
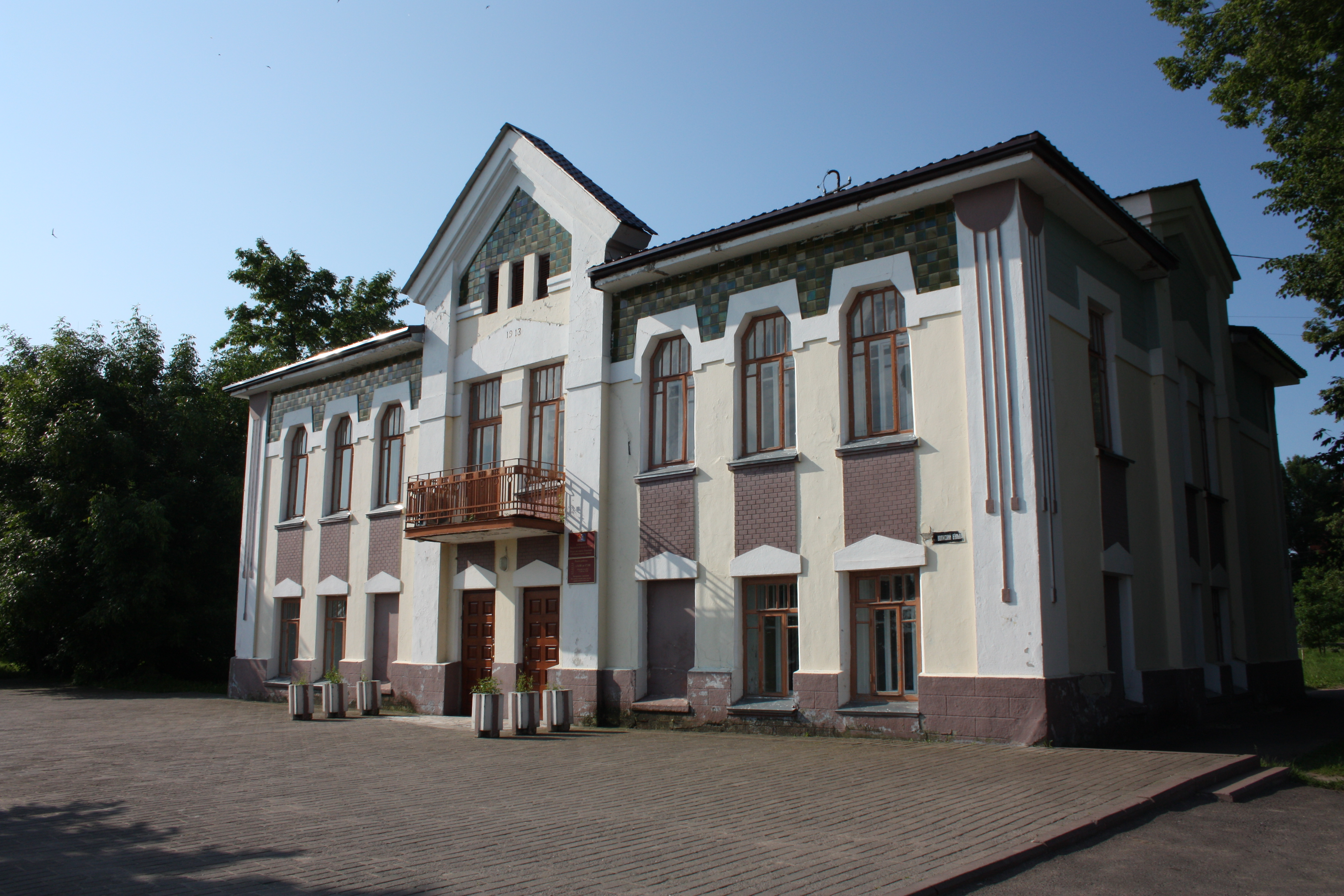
Дворец Бракосочетаний Кинешмы
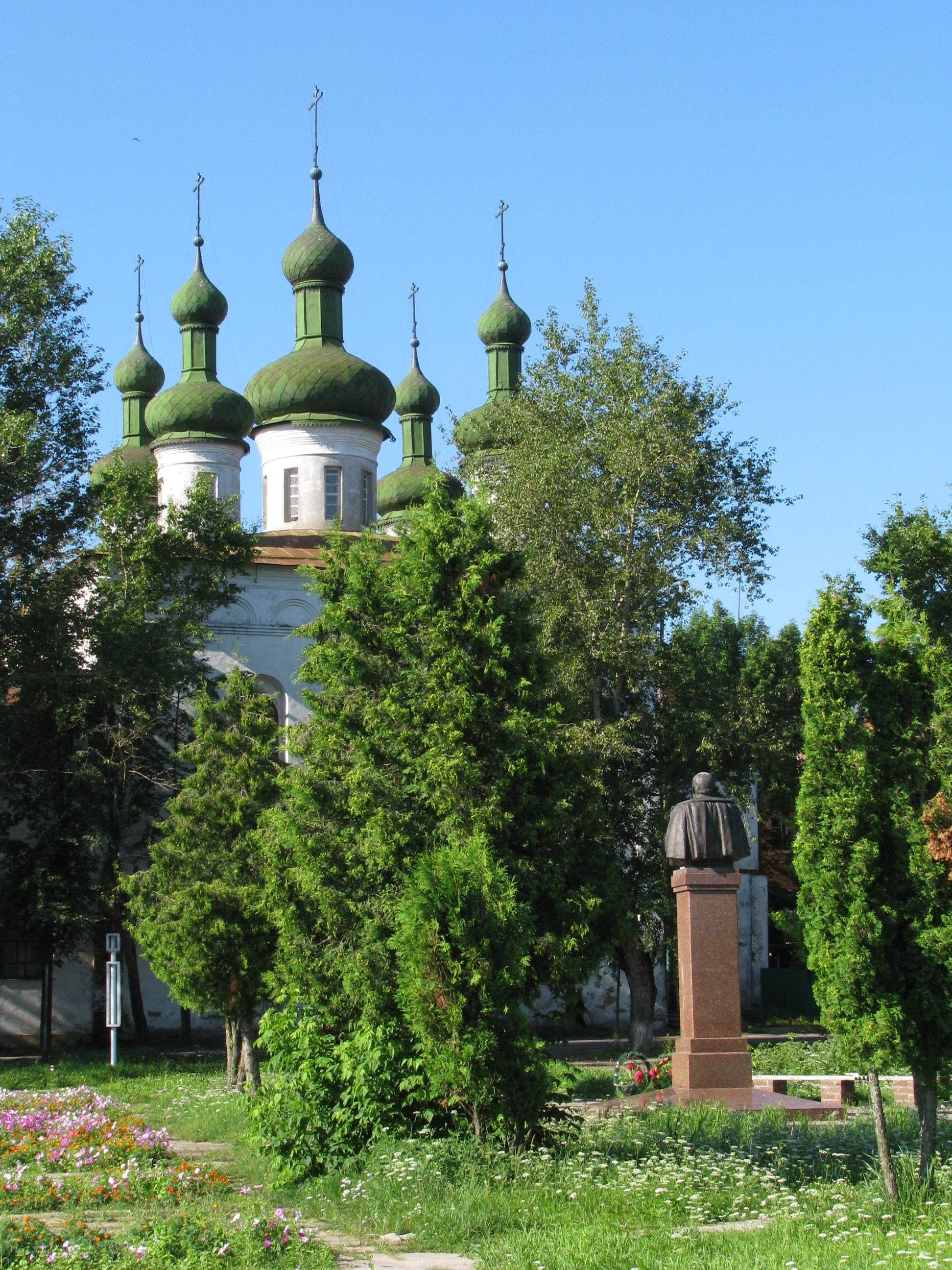
Площадь у театра
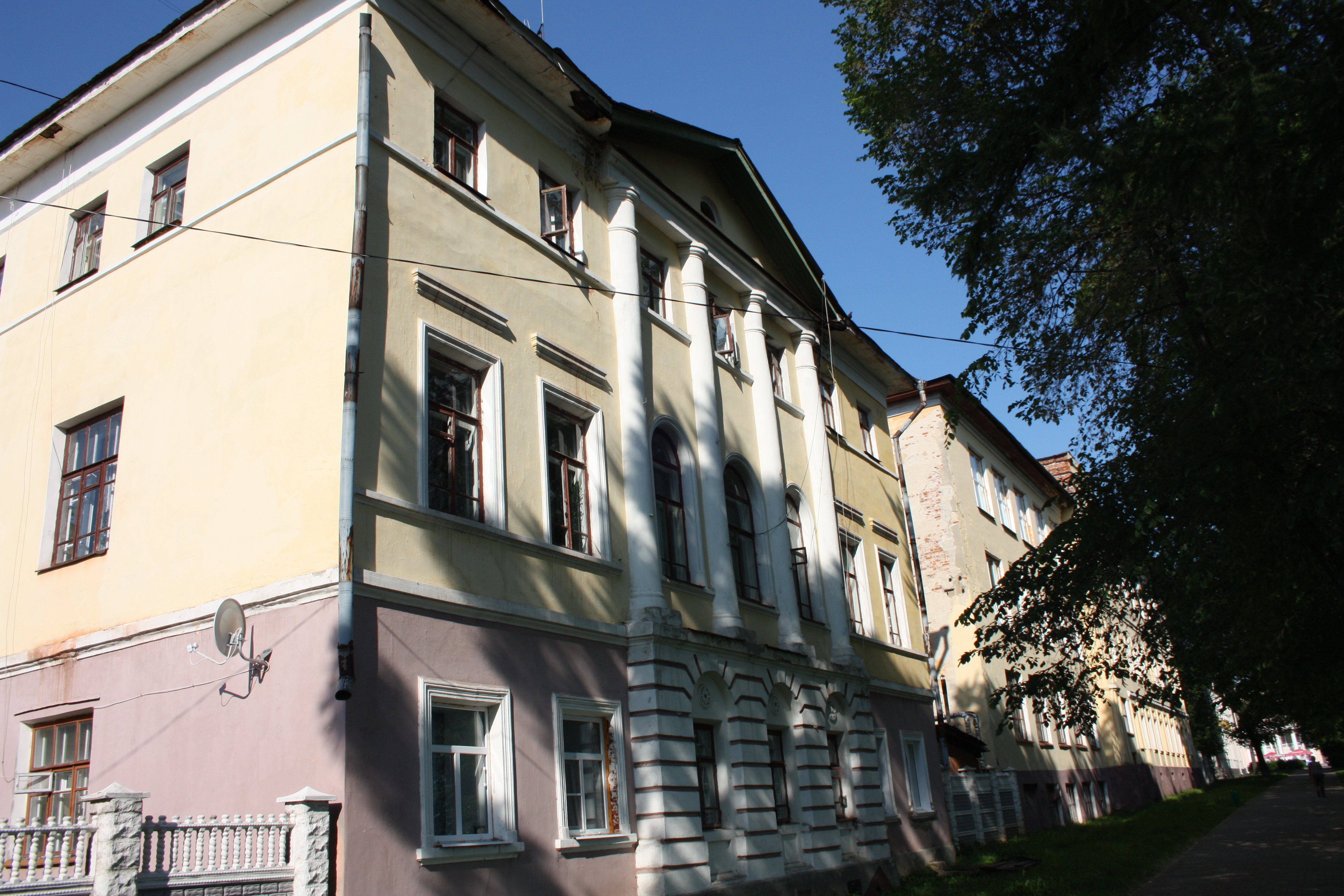
Дом дворянства
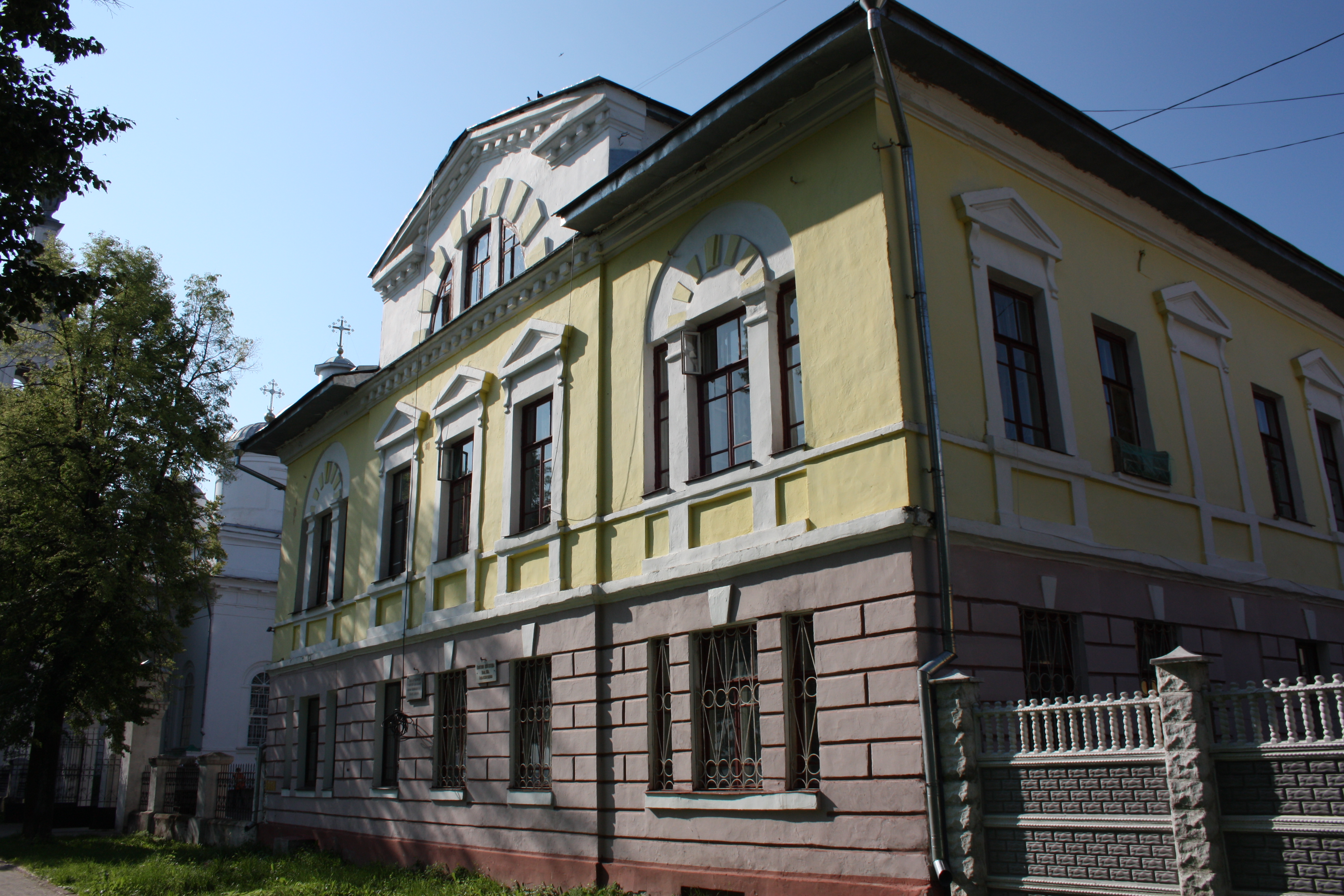
Присутственные места
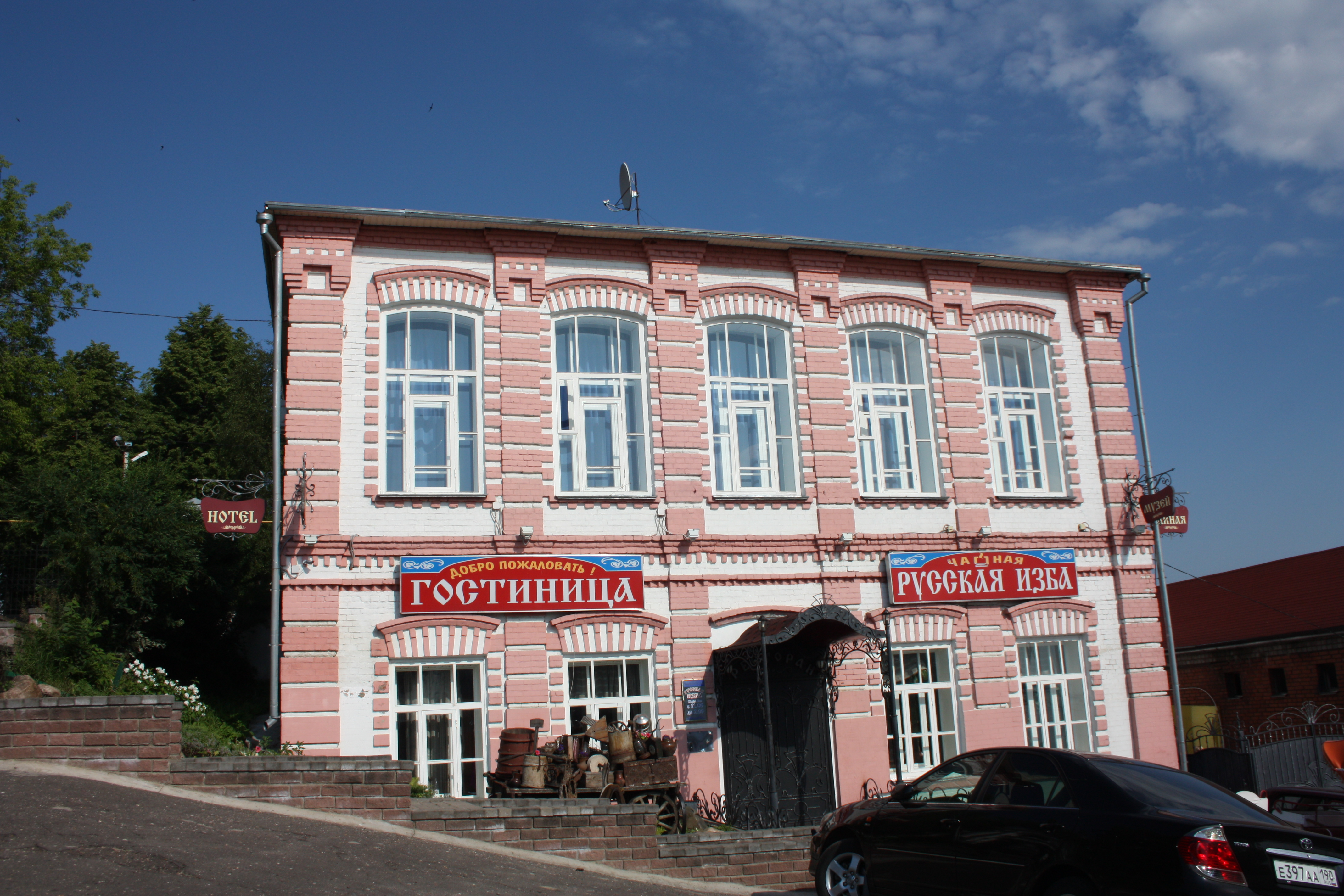
Чайная "Русская изба"